# امتی
امتی (به انگلیسی: Amethi) یک منطقهٔ مسکونی در هند است که در Chhatrapati Shahuji Maharaj Nagar district واقع شده‌است.

## خصوصیات
امتی ۱۲٬۸۰۸ نفر جمعیت دارد و ۱۰۰ متر بالاتر از سطح دریا واقع شده‌است.